# Merkenstein (zřícenina)
Hrad Merkenstein je zřícenina hradu u Bad Vöslau v katastrálním území „Großau“ v okrese Baden v rakouské spolkové zemi Dolní Rakousy.  

## Historie

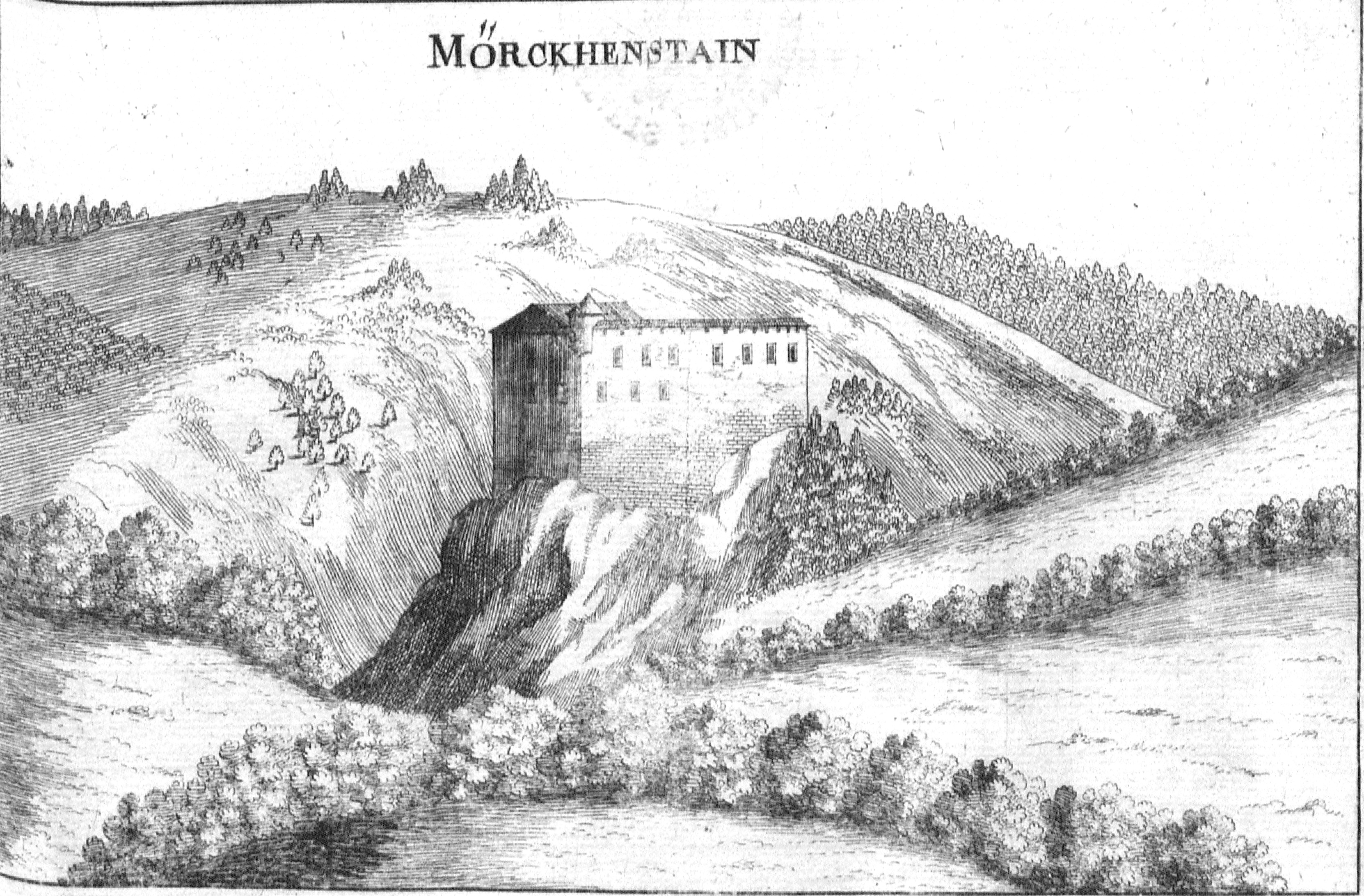
Hrad Merkenstein na kresbě z roku 1670

Podle nejasných zdrojů byl hrad zmiňován již před rokem 1141. První prokazatelná zmínka pochází z Codexu Falkenstein kolem roku 1170. Páni z Merkensteinu, kteří se po hradu zvali, jej drželi až do roku 1322. 
Dalším majitelem hradu byl Otto von Gerlos a po něm Konrad de Werde (Werder, Dolní Kraňsko), jehož sestra Alheid († po r. 1318) byla chotí Fridricha I. z Wallsee, hejtmana na dolnorakouských Drozdovicích (Drosendorfu). V roce 1330 je zmiňována hradní kaple, kterou bratři Eberhard VI. († 1356), Friedrich IV. († 1335), Heinrich III. († 1367) z Wallsse na Drozdovicích vykoupili z dluhu u mateřského kostela v Alandu (Altmark / Sasko-Anhaltsko). V této době byl již v držení pánů z Wallsee. Eberhardův syn Heinrich V. z Wallsee na Drozdovicích se po Merkensteinu psal (Heinrich zu Merkenstein). Heinrichova (Jindřichova) dcera Margarethe (Markéta) byla provdána za Menharta z Hradce z velhartické větve. Pro rodové nesváry a zadlužení museli páni z Wallsee roku 1440 zboží Merkenstein odprodat. Movým majitelem se stal Stephan z Hohenbergu.
V roce 1486 se hradu zmocnil uherský král Matyáš Korvín (1443–1490). K panství Merkenstein se v 16. století počítal kromě Gainfarn a Großau, panství Pottenstein a úřad Furth, Muggendorf a St. Veit. 
K majetku Merkenstein patřil vedlejší, mnohem mladší Merkenstein (zámek) a asi 40 % tehdejší obce Großau. 
Až do konce druhé světové války byl hrad vedle statku ve vlastnictví německého rodu Kruppů. Protože se jednalo o „německý majetek“ přešla správa majetku pod Sověty. Po Státní smlouvě přešlo vlastnictví hradu na Republiku a tím do správy „Rakouských spolkových lesů“. 
V říjnu 2008 se zřícenina stala dějištěm televizní kriminální série Čtyři ženy a smrt.